# 이찬우 (성우)
이찬우(1986년 7월 8일 ~)는 대한민국의 성우이다. 2009년 KBS 34기로 입사했으며 한국방송 성우극회 소속.

## 출연작품

### TV 애니메이션
- 후레쉬 프리큐어 (챔프) - 국왕 / 주PD

### 외화
- 닥터 후 시즌 6  (KBS) - 하코트 (리처드 트라인더)
- 삼국지 (KBS) - 우금

### 라디오 드라마
라디오 여행기 (KBS 3라디오)
- 2011.08.17 ~ 2011.08.27 박희선 <아주 특별한 바다 여행> (낭독)

소설극장 (KBS 3라디오)
- 2009.01.23 ~ 2009.10.01 이병주 <지리산> (강달진 / 이동식 / 미저구치 / 최용달 / 성노인 / 박기선 / 정 정치위원 외)
- 2009.10.02 ~ 2009.11.29 신경숙 <리진> (웨베르 / 레가미 / 왕세자)
- 2009.11.30 ~ 2010.01.05 김  훈 <남한산성> (인조)
- 2010.01.06 ~ 2010.02.07 임철우 <그 섬에 가고 싶다> (남자 / 남서방 / 길남 / 금당도댁 큰사위 / 성남)
- 2010.02.08 ~ 2010.03.13 김원일 <마당 깊은 집> (정태씨 / 한주 / 상고머리)
- 2010.03.14 ~ 2010.03.18 윤대녕 <연(鳶)> (우섭)
- 2010.04.17 ~ 2010.04.20 윤대녕 <낙타 주머니> (이진호)
- 2010.05.08 ~ 2010.05.12 박완서 <후남아, 밥 먹어라> (남편)
- 2010.05.18 ~ 2010.05.20 박완서 <촛불 밝힌 식탁> (아들)
- 2010.05.31 ~ 2010.07.23 현기영 <지상에 숟가락 하나> (나)
- 2010.07.24 ~ 2010.08.27 박민규 <삼미 슈퍼스타즈의 마지막 팬클럽> (고로케 응고응고 / 신문기사 낭독 / 까페주인)
- 2010.09.04 ~ 2010.09.08 F. 스콧 피츠제럴드 <낙타 엉덩이> (베일리)
- 2010.09.10 ~ 2010.09.16 F. 스콧 피츠제럴드 <리츠칼튼 호텔만 한 다이아몬드> (존 T. 엉거)
- 2010.10.05 ~ 2010.10.06 F. 스콧 피츠제럴드 <Mr.이키> (디바인)
- 2010.10.07 ~ 2010.11.13 박현욱 <아내가 결혼했다> (병수)

라디오 극장 (KBS 한민족 방송)
- 2009.01.01 ~ 2009.01.31 리지명 <삶은 어디에> (남1 / 남2 / 남4)
- 2009.02.01 ~ 2009.02.28 김주영 <아라리 난장> (전경)
- 2009.04.01 ~ 2009.04.30 이문열 <황제를 위하여> (주민3 / 포로2 / 유민1 / 백석리 노인 / 내무서원1)
- 2009.05.01 ~ 2009.05.31 신경숙 <엄마를 부탁해> (사내1 / 학생1 / 남자 / 후배)
- 2009.06.01 ~ 2009.06.30 송은일 <사랑을 묻다> (김군 / 철준 / 박사무장)
- 2009.07.01 ~ 2009.07.31 심 훈 <상록수> (칠룡 / 엄순경 / 민구 / 하인 / 회원1 / 집배원 / 형사)
- 2009.08.01 ~ 2009.08.31 이상민 <빨간 자전거> (세원)
- 2009.09.01 ~ 2009.09.30 강인수 <어부의 노래> (영구)
- 2009.10.01 ~ 2009.10.31 현진건 <무영탑> (유종 / 구경꾼2 / 이웃2 / 스님3 / 차돌 '23~24')
- 2009.11.01 ~ 2009.11.30 윤지강 <난설헌, 나는 시인이다> (청지기 / 장정1 / 가마꾼 / 선비 / 이경전 / 현암)
- 2009.12.01 ~ 2009.12.31 김정현 <고향 사진관> (재수)
- 2010.02.01 ~ 2010.02.28 박범신 <풀입에서 눕다> (준구 / 준민 / 노인3 / 형사1 / 김형사)
- 2010.03.01 ~ 2010.03.31 이덕일 <이회영과 젊은 그들> (이동녕 / 이규학 / 김좌진 / 형사 / 김구 / 장학량 외)
- 2010.07.01 ~ 2010.07.31 권비영 <덕혜옹주> (시종 / 한상학 / 의사 / 직원)
- 2010.08.01 ~ 2010.08.31 김성종 <최후의 증인> (교도관1 / 박 노인 / 경찰 / 의사 / 주필 / 박사)
- 2010.10.01 ~ 2010.10.31 진    산 <대사형> (심대인 / 법통대사 / 묵노인)
- 2010.11.01 ~ 2010.11.30 양귀자 <원미동 사람들> (강만성)
- 2010.12.01 ~ 2010.12.31 권지예 <4월의 물고기> (동현 / 안드레아 신부)

라디오 독서실 (KBS 2라디오)
- 2009.02.22 은희경 <아름다움이 나를 멸시한다> (남직원)
- 2009.04.19 김중혁 <악기들의 도서관> (손님4)
- 2009.05.24 안도현 <연어> (연어2)
- 2009.06.21 차범석 <산불> (원태)
- 2009.06.28 염승숙 <채플린, 채플린> (시민2)
- 2009.07.05 김정한 <사하촌> (순사)
- 2009.09.13 윤후명 <별을 사랑하는 마음으로> (남간호사2)
- 2009.10.11 주요섭 <아네모네의 마담> (손님2)
- 2009.10.18 한수산 <미지의 새> (남자1)
- 2010.05.02 이장욱 <변희봉> (막내)
- 2010.05.09 오정희 <첫눈 오던 날> (젊은남1)
- 2010.07.25 김성종 <오해> (최박사)
- 2010.08.01 김종일 <도둑놈의 갈고리> (경찰)
- 2010.08.15 이범선 <학마을 사람들> (바우)
- 2010.08.22 채만식 <논 이야기> (고문관)
- 2010.09.05 최대환 <바다위의 주유소> (PD)
- 2010.10.03 서유미 <저건 사람도 아니다> (전남편)
- 2010.10.17 이승우 <칼> (나 /해설)
- 2010.11.21 권여선 <빈 찻잔 놓기> (블랙조)
- 2010.11.28 성석제 <인간적이다> (김 교감)
- 2011.04.10 박민규 <그렇습니까? 기린입니다> (나 / 해설)
- 2011.09.25 안성호 <돼지가 사라졌다> (김두식)
- 2011.12.18 이태준 <돌다리> (창섭)
- 2013.03.31 최민우 <반ː> (나)
- 2015.03.01 윤성희 <휴가> (나 /해설)

KBS 무대 (KBS 한민족 방송)
- 2009.02.28 살아남은 이의 슬픔 (헌병)
- 2009.03.07 교수님, 행복하십니까? (학생2)
- 2009.03.28 사랑에도 예의가 필요하다 (학생1)
- 2009.05.09 길을 잃다 (남자)
- 2009.07.18 my스텝파더 (기사/남자1)
- 2009.08.15 폭우 (인부2)
- 2009.08.29 장군 멍군 (강소위)
- 2009.09.12 아버지의 기억 (의사3)
- 2009.10.17 일몽 주막 (손님)
- 2009.10.24 개를 부탁해 (아들)
- 2009.12.19 프로페셔널 장숙자,사표를 던지다. (강사)
- 2010.05.01 쌍둥이 남매 (변호사)
- 2010.05.29 눈부신 5월의 햇살 속으로 (경찰)
- 2010.10.16 헬리콥터, 날개를 접다 (정우)
- 2010.11.13 침입자
- 2010.12.04 아빠를 찾아 드립니다 (매니저)
- 2010.12.11 그의 방이니까요 (남학생1)
- 2011.01.01 삼식이 블루스 (정준호)
- 2011.02.05 신귀거래사 (한새벽)
- 2011.04.23 월정교를 건너며 (박세민)
- 2012.04.21 세상에서 가장 아름다운 만남 (선용)
- 2014.06.21 솔향기 바람에 날리고 (정수)

오늘의 신문 2부 (KBS 3라디오)
- 2009.10.26 ~ 2010.04.17 (기사 낭독)

경제를 배웁시다 (KBS 한민족 방송)
- 2010.09.21 추석특집 동화로 배우는 경제 1부 <꾀 많은 돌이> (마당쇠)
- 2010.09.22 추석특집 동화로 배우는 경제 2부 <지혜로운 며느리> (부자)
- 2010.09.22 추석특집 동화로 배우는 경제 3부 <해상왕 장보고> (부하)

대한민국 경제실록 (KBS 1라디오)
- 2010.04.19 ~ 2010.07.20 제01화 IMF가 있었다 (서근우 외)
- 2010.07.21 ~ 2010.09.21 제02화 세계경영, 그 꿈과 좌절의 기록들 (이현제 외)
- 2010.09.22 ~ 2010.12.01 제03화 개발연대의 개막 (이후락 외)
- 2010.12.02 ~ 2011.01.26 제04화 경제개발, 그 종잣돈을 찾아라 (이후락 외)

건강 365 (KBS 3라디오)
- 2010.01.04 ~ 2010.12.31 <365 건강 뉴스> (콩트 연기 / 뉴스 낭독)

다큐멘터리 역사를 찾아서 (KBS 1라디오)
- (연기)

KBS 한민족 방송 특별기획 5부작 <한국의 땅 독도> (KBS 한민족 방송)
- 2010.06.02 제2부 다큐 드라마 <독도, 그 섬의 역사> (간다 요시타로)

특집기획 라디오 다큐멘터리, 라디오 드라마 (KBS)
- 2009.08.15 8.15 특집 다큐멘터리 <한국, 한국인 일본의 영웅이 되다> (일본인)
- 2009.08.15 8.15 특집 다큐멘터리 <이젠 고향땅에서 편히 쉬세요> (직원)
- 2010.02.14 설날 기획 가족동화 옛날 옛적 장애인 <정경부인이 된 맹인 이씨 부인> (서성)
- 2010.03.01 3.1절 특집 다큐멘터리 <우록리의 3.1절> (김충선 장군)
- 2010.06.24 한국전쟁 60주년 특별기획 라디오 다큐멘터리 극장 <이별의 부산정거장> (황복철 외)
- 2010.06.25 한국전쟁 60주년 특별기획 <굳세어라 금순아 피난 가요로 달랜 전쟁의 상흔> (아들)
- 2010.08.29 국권침탈 100년 특집 <낙선재의 마지막 여인들, 덕혜옹주와 가혜 이방자> (남자)
- 2010.10.27~2010.10.28 KBS 1라디오 핀란드 교육특집 2부작 다큐멘터리 <핀란드 교육 현장 함께 가는 교육이 최고를 만든다>
- 2010.11.11~2010.11.12 KBS 세상의 모든 음악 특집 <세계의 민요, 그 영혼의 노래들>

북방동포 체험수기 특집 <한민족의 얼을 지키는 사람들> (KBS 한민족 방송)
- 2010.12.31 제2부 엄마의 한복 사랑 (의사)